# Sven Beuchler
Sven Beuchler (* 24. Juli 1975 in Karl-Marx-Stadt, heute Chemnitz) ist ein deutscher Mathematiker, der sich mit numerischer Simulation beschäftigt.
Beuchler studierte ab 1995 Mathematik an der Technischen Universität Chemnitz, wo er 2003 bei Arnd Meyer mit einer Arbeit über Multi-Level Methods for Degenerated Problems with Applications to p-Versions of the FEM promoviert wurde. Danach war er als Wissenschaftlicher Assistent an der Technisch-Naturwissenschaftlichen Fakultät der Universität Linz beschäftigt, wo im Oktober 2008 seine Habilitation erfolgte; anschließend arbeitete er am Johann Radon Institute for Computational and Applied Mathematics (RICAM) der Österreichischen Akademie der Wissenschaften.
Von 2011 bis 2017 war Beuchler Professor für Wissenschaftliches Rechnen und Numerische Simulation an der Universität Bonn und forschte daneben am dortigen Hausdorff Center for Mathematics. Seit 2017 ist er Professor an der Leibniz Universität Hannover.  